# Praktische Zahl
In der Zahlentheorie ist eine praktische Zahl (von englisch practical number, auch panarithmic number) eine natürliche Zahl {\displaystyle n\in \mathbb {N} } mit der Eigenschaft, dass jede kleinere Zahl als Summe von paarweise verschiedenen echten Teilern von {\displaystyle n} geschrieben werden kann.
Der Mathematiker A. K. Srinivasan hat diese Zahlen erstmals im Jahr 1948 erwähnt.

## Beispiele
- Die Zahl {\displaystyle n=28} hat die echten Teiler {\displaystyle 1,2,4,7} und {\displaystyle 14}. Man kann alle kleineren Zahlen als Summe dieser echten Teiler schreiben:

{\displaystyle {\begin{array}{lllllll}\mathbf {1} =1,&\mathbf {2} =2,&\mathbf {3} =2+1,&\mathbf {4} =4,&\mathbf {5} =4+1,&\mathbf {6} =4+2,&\mathbf {7} =7,\\\mathbf {8} =7+1,&\mathbf {9} =7+2,&\mathbf {10} =7+2+1,&\mathbf {11} =7+4,&\mathbf {12} =7+4+1,&\mathbf {13} =7+4+2,&\mathbf {14} =14,\\\mathbf {15} =14+1,&\mathbf {16} =14+2,&\mathbf {17} =14+2+1,&\mathbf {18} =14+4,&\mathbf {19} =14+4+1,&\mathbf {20} =14+4+2,&\mathbf {21} =14+7,\\\mathbf {22} =14+7+1,&\mathbf {23} =14+7+2,&\mathbf {24} =14+7+2+1,&\mathbf {25} =14+7+4,&\mathbf {26} =14+7+4+1,&\mathbf {27} =14+7+4+2\\\end{array}}}
Offenbar kann man alle Zahlen {\displaystyle m<28} als Summe dieser echten Teiler schreiben. Somit ist {\displaystyle n=28} eine praktische Zahl.
- Die Zahl {\displaystyle n=26} hat die echten Teiler {\displaystyle 1,2} und {\displaystyle 13}. Man kann die folgenden kleineren Zahlen als Summe dieser echten Teiler schreiben:

1=1, 2=2, 3=2+1, …
Aber schon die Zahl 4 kann man nicht mehr als Summe dieser echten Teiler schreiben, weil die Voraussetzung Summe von paarweise verschiedenen echten Teiler gebrochen werden müsste, nämlich 4=2+2. Somit ist die Zahl {\displaystyle n=26} keine praktische Zahl.
- Die folgenden Zahlen sind die kleinsten praktischen Zahlen (die 198. praktische Zahl ist {\displaystyle n=1000}):

1, 2, 4, 6, 8, 12, 16, 18, 20, 24, 28, 30, 32, 36, 40, 42, 48, 54, 56, 60, 64, 66, 72, 78, 80, 84, 88, 90, 96, 100, 104, 108, 112, 120, 126, 128, 132, 140, 144, 150, 156, 160, 162, 168, 176, 180, 192, 196, 198, 200, 204, 208, 210, 216, 220, 224, 228, 234, 240, 252, …, 984, 990, 992, 1000, 1008, … (Folge A005153 in OEIS)

## Eigenschaften
- Eine praktische Zahl, die defizient ist, ist leicht defizient (die Summe aller echten Teiler einer praktischen Zahl ist also höchstens 1 kleiner als die Zahl selbst).[1]
- Alle Zahlen der Form {\displaystyle n=2^{k-1}(2^{k}-1)} mit {\displaystyle k\in \mathbb {N} ,k\geq 2} sind praktische Zahlen.[2][3]
- Alle geraden vollkommenen Zahlen sind praktische Zahlen.[1]
- Sei {\displaystyle n\in \mathbb {N} } das Produkt von Potenzen (ungleich Null) der ersten {\displaystyle k} Primzahlen. Dann gilt:

{\displaystyle n\in \mathbb {N} } ist eine praktische Zahl.
Insbesondere ist jede Primfakultät (also jedes Produkt der ersten {\displaystyle k} Primzahlen mit {\displaystyle k\in \mathbb {N} }) eine praktische Zahl.
- Alle Hochzusammengesetzte Zahlen sind praktische Zahlen.
- Alle Zahlen der Form {\displaystyle 2^{k}} mit {\displaystyle k\in \mathbb {N} }, also jede Zweierpotenz, sind praktische Zahlen.[1]
- Die einzige ungerade praktische Zahl ist {\displaystyle n=1}.

Beweis:
Angenommen, es sei {\displaystyle m>2} eine ungerade Zahl. Dann hat diese Zahl die echten Teiler {\displaystyle 1} und irgendwelche größeren Teiler {\displaystyle k\geq 3}. Somit kann man aber die Zahl 2 nicht als Summe ihrer echten Teiler darstellen. Somit kann {\displaystyle m} keine praktische Zahl sein. {\displaystyle \Box }
- Sei {\displaystyle n\geq 4} eine praktische Zahl. Dann gilt:

{\displaystyle n} ist ein Vielfaches von 4 oder 6 (oder von beiden Zahlen).
Diese Aussage wurde von A. K. Srinivasan bewiesen.
- Das Produkt von zwei praktischen Zahlen ist wieder eine praktische Zahl. Die Menge der praktischen Zahlen ist daher abgeschlossen bezüglich der Multiplikation.

Beweis: siehe
- Sei {\displaystyle n\in \mathbb {N} } eine praktische Zahl und {\displaystyle d} ein Teiler von {\displaystyle n}. Dann gilt:

{\displaystyle n\cdot d} ist ebenfalls eine praktische Zahl.
- Das kleinste gemeinsame Vielfache (kurz kgV) von zwei praktischen Zahlen ist wieder eine praktische Zahl.
- Es existieren unendlich viele Fibonacci-Zahlen, welche praktische Zahlen sind. Man nennt sie praktische Fibonacci-Zahlen. Die kleinsten lauten:

1, 2, 8, 144, 46368, 832040, 14930352, 267914296, 4807526976, 1548008755920, 498454011879264, 160500643816367088, 2880067194370816120, 51680708854858323072, 16641027750620563662096, 5358359254990966640871840, … (Folge A124105 in OEIS)
- Für jede positive rationale Zahl {\displaystyle m\in \mathbb {Q} ^{+}} gilt:

Es gibt eine Darstellung von {\displaystyle m} als Summe von endlich vielen Stammbrüchen mit paarweise verschiedenen Nennern, wobei jeder Nenner eine praktische Zahl ist (eine sogenannte Zerlegung in ägyptische Brüche).
Mit anderen Worten: Sei {\displaystyle m\in \mathbb {Q} ^{+}}. Dann gilt:
{\displaystyle m=\sum _{i=1}^{k}{\frac {1}{q_{i}}}} mit paarweise verschiedenen praktischen Zahlen {\displaystyle q_{i}} und {\displaystyle k\in \mathbb {N} }
Beispiel 1:
Sei {\displaystyle m={\frac {25}{31}}}. Dann kann man diese Zahl mittels eines speziellen Verfahrens zerlegen in die vier Stammbrüche
{\displaystyle m={\frac {25}{31}}={\frac {1}{2}}+{\frac {1}{4}}+{\frac {1}{18}}+{\frac {1}{1116}}}
Diese Zerlegung ist eine Zerlegung in ägyptische Brüche. Man erhält die Nenner {\displaystyle 2,4,18} und {\displaystyle 1116}. Tatsächlich sind diese vier Nenner allesamt praktische Zahlen.
Nicht immer erhält man mit diesem Verfahren sofort praktische Zahlen, aber es gibt immer eine solche Darstellung:
Beispiel 2:
Sei {\displaystyle m={\frac {14}{17}}}. Dann kann man diese Zahl mittels desselben Verfahrens zerlegen in die vier Stammbrüche
{\displaystyle m={\frac {14}{17}}={\frac {1}{2}}+{\frac {1}{4}}+{\frac {5}{68}}={\frac {1}{2}}+{\frac {1}{4}}+{\frac {1}{14}}+{\frac {1}{476}}}
Diese Zerlegung ist keine Zerlegung in ägyptische Brüche. Man erhält die Nenner {\displaystyle 2,4,14} und {\displaystyle 476}. Es sind zwar drei dieser vier Nenner praktische Zahlen ({\displaystyle 2,4} und {\displaystyle 476}), aber {\displaystyle 14} ist keine praktische Zahl. Somit muss man den Bruch {\displaystyle {\frac {5}{68}}} mit Gewalt auf den nächstbesten Nenner bringen, der eine praktische Zahl ist, nämlich {\displaystyle {\frac {1}{16}}}. Letztendlich erhält man folgende ägyptische Brüche:
{\displaystyle m={\frac {14}{17}}={\frac {1}{2}}+{\frac {1}{4}}+{\frac {1}{16}}+{\frac {1}{96}}+{\frac {1}{1632}}}
Man erhält die Nenner {\displaystyle 2,4,16,96} und {\displaystyle 1632}. Tatsächlich sind diese fünf Nenner allesamt praktische Zahlen.
- Jede gerade natürliche Zahl {\displaystyle n\in \mathbb {N} } kann dargestellt werden als Summe von zwei praktischen Zahlen {\displaystyle n_{1}} und {\displaystyle n_{2}}.[7][8]
- Es gibt unendlich viele Tripel (=Dreiertupel) {\displaystyle (n-2,n,n+2)} von praktischen Zahlen.[7][8]
- Es gibt immer mindestens eine praktische Zahl im Intervall {\displaystyle [x^{2},(x+1)^{2}]} für alle positiven reellen Zahlen {\displaystyle x\in \mathbb {R} ^{+}}.[9]
- Sei {\displaystyle p(x)} die Anzahl der praktischen Zahlen, welche kleiner oder gleich {\displaystyle x\in \mathbb {N} } sind. Dann gilt:[10]

{\displaystyle p(x)={\frac {c\cdot x}{\log x}}\left(1+O\!\left({\frac {\log \log x}{\log x}}\right)\right)} mit {\displaystyle x\geq 3} und einer Konstanten {\displaystyle c>0}

## Ungelöste Probleme
- Es wird vermutet, dass es unendlich viele Fünfertupel {\displaystyle (n-6,n-2,n,n+2,n+6)} von praktischen Zahlen gibt.[8]

## Primitive praktische Zahlen
Eine primitive praktische Zahl {\displaystyle n\in \mathbb {N} } ist eine praktische Zahl, die eine der beiden folgenden Eigenschaften besitzt:
- Sie ist quadratfrei.
- Wenn man sie durch einen ihrer Primfaktoren teilt, dessen Exponent größer als {\displaystyle 1} ist, darf das Ergebnis keine praktische Zahl mehr sein.

### Beispiele
- Die Zahl {\displaystyle n=28} ist, wie weiter oben schon gezeigt wurde, eine praktische Zahl. Sie ist nicht quadratfrei, weil {\displaystyle n=28=2^{2}\cdot 7} ist. Wenn man sie durch einen ihrer Primfaktoren teilt, dessen Exponent größer als {\displaystyle 1} ist, also durch {\displaystyle p=2}, erhält man {\displaystyle {\frac {28}{2}}=14}, welche keine praktische Zahl ist. Somit ist {\displaystyle n=28} eine primitive praktische Zahl.
- Die Zahl {\displaystyle n=108} ist eine praktische Zahl. Ihre Primfaktorzerlegung ist {\displaystyle n=108=2^{2}\cdot 3^{3}}. Wenn man sie durch einen ihrer Primfaktoren teilt, dessen Exponent größer als {\displaystyle 1} ist, also durch {\displaystyle p=2} oder durch {\displaystyle p=3}, erhält man {\displaystyle {\frac {108}{2}}=54} beziehungsweise {\displaystyle {\frac {108}{3}}=36}, welche beide noch immer praktische Zahlen sind. Somit ist {\displaystyle n=108} keine primitive praktische Zahl.
- Die kleinsten primitiven praktischen Zahlen sind die folgenden (es gibt genau 61 davon, welche kleiner oder gleich 1000 sind):

1, 2, 6, 20, 28, 30, 42, 66, 78, 88, 104, 140, 204, 210, 220, 228, 260, 272, 276, 304, 306, 308, 330, 340, 342, 348, 364, 368, 380, 390, 414, 460, 462, 464, 476, 496, 510, 522, 532, 546, 558, 570, 580, 620, 644, 666, 690, 714, 740, 744, 798, 812, 820, 858, 860, 868, 870, 888, 930, 966, 984, 1032, … (Folge A267124 in OEIS)

### Eigenschaften
- Jede Primfakultät (also jedes Produkt der ersten {\displaystyle k} Primzahlen mit {\displaystyle k\in \mathbb {N} }) ist eine primitive praktische Zahl.[1]